# Zygmunt Rappaport
Zygmunt Rappaport (ur. 10 sierpnia 1895 we Lwowie, poległ 3 listopada 1915 pod Polską Górą niedaleko Kostiuchnówki) – żołnierz Legionów Polskich. Uczestnik I wojny światowej, kawaler Orderu Virtuti Militari.

## Życiorys
Urodził się w rodzinie Adolfa i Hanny z d. Kolzberg. Absolwent gimnazjum i student Akademii Handlowej. Działał w Związku Strzeleckim. Od sierpnia 1914 w Legionach Polskich, żołnierz 2 batalionu, 4 kompanii 2 pułku piechoty z którym walczył podczas I wojny światowej. Otrzymał awans na stopień kaprala i objął stanowisko dowódcy plutonu.
Szczególnie odznaczył się „ podczas walk o Polską Górę na Wołyniu, gdzie zdecydowaną postawą poderwał swój oddział do ataku na silnie bronione linie nieprzyjaciela. Zginął na polu walki. Pośmiertnie odznaczony Orderem Virtuti Militari”.
Był kawalerem.

## Ordery i odznaczenia
- Krzyż Srebrny Orderu Wojskowego Virtuti Militari nr 7640 – pośmiertnie, 17 maja 1922[2] [1][3]
- Krzyż Niepodległości – pośmiertnie[1]